# Марко Россі (футболіст, 1964)
Марко Россі (італ. Marco Rossi, нар. 9 вересня 1964, Друенто) — італійський футболіст, що грав на позиції захисника. По завершенні ігрової кар'єри — тренер. З 2018 року очолює тренерський штаб збірної Угорщини.
Виступав, зокрема, за клуби «Брешія» та «Сампдорія».
Володар Кубка Італії. Чемпіон Угорщини (як тренер). 

## Ігрова кар'єра
Народився 9 вересня 1964 року в місті Друенто. Вихованець футбольної школи клубу «Торіно». Провівши декілька матчів за головну команду клубу у сезоні 1983/84, залишив клуб. 
Згодом з 1984 по 1988 рік грав за нижчолігові команди «Кампанія», «Кампанія Путеолана» та «Катандзаро».
Своєю грою за останню команду привернув увагу представників тренерського штабу клубу «Брешія», до складу якого приєднався 1988 року. Відіграв за клуб з Брешії наступні п'ять сезонів своєї ігрової кар'єри. Більшість часу, проведеного у складі «Брешії», був основним гравцем захисту команди.
1993 року уклав контракт із «Сампдорією», у складі якої провів наступні два роки своєї кар'єри гравця і став волоадарем Кубка Італії 1993/94.
Згодом грав у Мексиці за «Америку» та в Німеччині за «Айнтрахт», після чого повернувся на батьківщину, ставши гравцем «П'яченци».
Завершував ігрову кар'єру у нижчолігових командах «Оспіталетто» і «Сало» наприкінці 1990-х.

## Кар'єра тренера
Розпочав тренерську кар'єру невдовзі по завершенні кар'єри гравця, 2003 року, увійшовши до тренерського штабу клубу «Лумеццане», де пропрацював з 2003 по 2004 рік. Згодом працював із низкою нижчолігових італійських команд, після чого 2012 року отримав запрошення від угорського «Гонведа».
Пропрацювавши два сезони із «Гонведом», зробив невилику паузу у тренерській роботі, після чого 2015 року був знову запрошений на тренерський місток будапештської команди. У сезоні 2016/17 привів досить скромний «Гонвед» до перемоги у першості Угорщини та був визнаний найкращим її тренером, після чого пішов у відставку.
Пропрацювавши у 2017–2018 роках у Словаччині з командою «ДАК 1904», повернувся до Угорщини, де очолив тренерський штаб національної команди країни. Вивів її до фінальної частини Євро-2020, проведення якої через коронавірусну пандемію було перенесено на червень-липень 2021.

## Титули і досягнення

### Як гравця
- Володар Кубка Італії (1):

«Сампдорія»: 1993-1994

### Як тренера
- Чемпіон Угорщини (1):

«Гонвед»: 2016-2017

### Особисті
- Найкращий тренер чемпіонату Угорщини (1):

2016-2017